# Dzavhan járás
Dzavhan járás (mongol nyelven: Завхан сум) Mongólia Uvsz tartományának egyik járása. Területe 6800 km². Népessége kb. 3000 fő.
Székhelye Sarbulag (Шарбулаг), mely 170 km-re délkeletre fekszik Ulángom tartományi székhelytől.